# واسط (الجوبة)

تعديل مصدري - تعديل

واسط هي إحدى قرى عزلة نجا بمديرية الجوبة التابعة لمحافظة مأرب، بلغ تعداد سكانها 1384 نسمة حسب تعداد اليمن لعام 2004.